# Djiddel Assoualaï
Djiddel Assoualaï (ou Djiddel Assoulawaï, Djiddel Assoualaye) est une localité du Cameroun située dans l'arrondissement de Bogo, le département du Diamaré et la région de l’Extrême-Nord. Elle fait partie du lawanat de Djiddel.

## Population
En 1975, la localité comptait 79 habitants, 32 Peuls et 47 Mousgoum.
Lors du recensement de 2005, on y a dénombré 168 personnes.